# Klór-piramin
A klór-piramin (INN: chloropyramine) első generációs antihisztamin, az etilén-diamin csoportba tartozik. Hatékony  szénanátha és allergiás kórképek kezelésére.

## Hatás
Hatását a H1 receptorok blokkolása révén fejti ki. Hat a simaizomszövetre, a kapilláris permeabilitásra és a központi idegrendszerre is. Per os adagolva hatása általában a beadást követően 15-30 perc múlva jelentkezik, a maximális hatás 1 órán belül kialakul és kb. 3-6 órán át tart.

## Készítmények
- Suprastin (EGIS) (Servier)